# Rio Luachimo
O rio Luachimo é um curso de água de Angola que faz parte da bacia hidrográfica rio Zaire. O rio é vital para a província de Lunda Norte, na medida em que abastece suas principais cidades com água, além de fornecer energia a partir das hidroelétricas instaladas.